# Dear Heart
Dear Heart (Brasil: Coração Querido / Portugal: Uma Vida por Viver) é um filme norte-americano de 1964, do gênero comédia, dirigido por Delbert Mann e estrelado por Glenn Ford e Geraldine Page.
Dear Heart é um dramalhão lacrimoso, salvo pela dupla de protagonistas, "o tipo de fita manipulativa, ante a qual você sucumbe e depois se odeia por ter sucumbido".
A canção título, composta por Henry Mancini, Jay Livingston e Ray Evans, foi indicada ao Oscar e ao Globo de Ouro.

## Sinopse
Evie Jackson, mulher de meia idade, empregada de uma agência dos correios em pequena cidade do interior, chega a Nova Iorque para participar de uma convenção. Imediatamente apaixona-se por Harry Mork, noivo da viúva Phyllis, que é mãe de uma adolescente. Ele fica dividido, porque deseja uma família, mas deseja também Evie.

## Principais premiações
| Patrocinador                                            | Prêmio       | Categoria                                                                         | Situação |
| ------------------------------------------------------- | ------------ | --------------------------------------------------------------------------------- | -------- |
| Academia de Artes e Ciências Cinematográficas           | Oscar        | Melhor Canção Original                                                            | Indicado |
| Associação de Correspondentes Estrangeiros de Hollywood | Golden Globe | Melhor Filme - Drama Melhor Atriz - Drama (Geraldine Page) Melhor Canção Original | Indicado |

## Elenco
| Ator/Atriz           | Personagem       |
| -------------------- | ---------------- |
| Glenn Ford           | Harry Mork       |
| Geraldine Page       | Evie Jackson     |
| Angela Lansbury      | Phyllis          |
| Michael Anderson Jr. | Patrick          |
| Barbara Nichols      | June Loveland    |
| Patricia Barry       | Mitchell         |
| Charles Drake        | Frank Taylor     |
| Richard Deacon       | Cruikshank       |
| Neva Patterson       | Connie Templeton |
| Ruth McDevitt        | Senhorita Tait   |